# アントロン
アントロン(anthrone)は、三環式の芳香族ケトンである。セルロースの化学分析や、炭水化物の比色測定に使われる。

## 性質
無色の針状結晶であり、融点は154°C。アントロンはアントラノールとケト-エノール互変異性の関係であり、有機溶媒やアルカリ性の水溶液中で加熱するとエノール体であるアントラノールとなり蛍光を示すようになる。硝酸などの酸化剤によって酸化されてアントラキノンを生成し、逆にアントラキノンを還元させることによってアントロンを合成することができる。アントロンはまた、2-ベンジル安息香酸と濃硫酸の反応によっても得られる。

## 糖の定量
アントロンは糖の定量分析に用いられる。これは、アントロンが硫酸酸性溶液中で糖と反応して青緑色に呈色する反応を利用したもので、濃度既知の溶液における発色と未知試料の発色を目視で比較する比色分析や、吸光高度計を用いた吸光光度法によって糖の濃度を定量することができる。1946年にR. ドレイウッドによってアントロンと糖との呈色反応が発見され、1948年にD. L. モーリスがこの反応を糖の定量分析への応用を行い、その後糖の一般的な定量法として広く利用されるようになった。
アントロンを用いた定量分析の利点として単糖類のみならず多糖類においても処理を行うことなくそのまま定量することが可能である点などが挙げられる。しかしながら糖の種類によって吸光度が異なるため、多種の糖類や炭水化物を含んだ環境水の分析を行う際には測定値の精密性に問題が生じ、そのような試料では精密な分析値というよりは大まかな目安として活用される。